# Wihtred de Kent
Wihtred (c. 670-23 de abril de 725) fue rey de Kent desde alrededor del año 690 o 691 hasta su muerte. Era hijo de Egberto I y hermano de Eadric. Wihtred accedió al trono tras un periodo confuso en los años 680, en los que Cædwalla de Wessex llegó a conquistar Kent y posteriormente se produjeron conflictos dinásticos. Su predecesor inmediato en el trono fue Oswine, quien probablemente era descendiente de Eadbaldo de Kent, aunque no siguiendo el mismo linaje que Wihtred. Poco después del comienzo de su reinado, Wihtred promulgó un código de leyes que se ha conservado en un manuscrito conocido como el Textus Roffensis. Las leyes prestan mucha atención en los derechos de la iglesia, incluyendo castigos por matrimonios irregulares y por cultos paganos. El largo reinado de Wihtred tuvo pocos acontecimientos que se registraran en los anales. En 725 fue sucedido por sus hijos Ethelberto II, Eadberto y Alric.

## Kent a finales delsigloVII

Reinos existentes en Gran Bretaña a finales del siglo.

Wulfhere de Mercia, quien reinó entre finales de los años 650 hasta 675, fue el monarca dominante en la política de finales del siglo VII al sur del río Humber. Durante la mayor parte de este periodo, Kent estuvo gobernado por el rey Egberto, quien murió en 673. Probablemente, los hijos de Egberto, Eadric y Wihtred, eran unos infantes de dos o tres años cuando murió su padre. Wulfhere era tío de los hijos de Egberto en virtud de su matrimonio con Ermenilda, hermana de Egberto. El hermano de Egberto, Hlothhere, se convirtió en el rey de Kent en 674, un año después de la muerte de su predecesor; podría ser que Wulfhere se opusiera a la ascensión de Hlothhere y que fuera el gobernante de facto durante aquel año de interregno.
Eadric armó un ejército contra su tío Hlothhere, quien murió a causa de las heridas sufridas en la batalla acontecida en febrero de 685 o posiblemente 686. Eadric murió al año siguiente y según Beda, cuya Historia ecclesiastica gentis Anglorum es una de las fuentes primarias relativas a este periodo, el reino se desmoronó debido a los desórdenes acontecidos. En 686 Kent fue invadido por Cædwalla de Wessex, quien sentó a su hermano Mul en el trono; Cædwalla habría gobernado Kent de forma directa en el periodo posterior a la muerte de Mul en 687. Cuando Cædwalla partió para Roma en 688, Oswine, quien probablemente contaba con el apoyo de Aethelred de Mercia, tomó el trono durante un tiempo. Oswine perdió el poder en 690, pero Swaefheard (hijo de Sebbi, rey de Essex), quien había sido rey de Kent durante uno o dos años, logró mantenerse en el trono. Hay claras evidencias de que Swaefheard y Oswine reinaron al mismo tiempo, dado que cada uno de ellos era testigo en los fueros y privilegios otorgados por el otro. Parece ser que Oswine fue rey de la parte oriental de Kent, que era generalmente la posición del rey dominante, mientras que Swaefheard fue rey de la parte occidental.

## Ascensión al trono y reinado

Árbol familiar que muestra los descendientes de Eadbaldo. Wihtred, a través de su padre Egberto, pertenecía al linaje de Earcomberto. El abolengo de Oswine provenía probablemente de uno de los hermanos de Domne Eafe, pero no se sabe de cuál.

Wihtred surgió durante este periodo de desorden y se convirtió en rey a principios de los años 690. Beda describe su ascenso afirmando que era el «legítimo» rey y que «liberó la nación de la invasión extranjera gracias a su devoción y diligencia». Oswine también pertenecía a la familia real y se puede decir que tenía cierto derecho al trono; de ahí que se haya sugerido que estos comentarios de Beda sean bastante parciales. Albinus, abad del monasterio de San Pedro y San Pablo (posteriormente llamado de San Agustín) en Canterbury, era el equivalente a Beda para los asuntos de Kent y estas opiniones casi pueden atribuirse al establecimiento de la Iglesia allí.
La fecha del ascenso al trono de Wihtred se conoce por dos fueros. Uno, fechado en abril de 697, indica que Wihtred se encontraba en el sexto año de su mandato, por lo que su ascenso puede fecharse en algún momento entre abril de 691 y abril de 692. Otro, fechado el 17 de julio de 694, es de su cuarto año de reinado, dando como posible fecha de su subida al trono entre julio de 690 y de 691. Si se tienen en cuenta ambas posibilidades, se puede afirmar que ascendió al trono en algún momento entre abril y julio de 691. Otra posible fecha del ascenso al trono de Wihtred se obtiene a partir de la duración de su reinado, que según Beda fue de treinta y cuatro años y medio. Wihtred murió el 23 de abril de 725, lo que implicaría que su ascensión al trono se produjo a finales de 690.
Inicialmente Wihtred gobernó conjuntamente con Swaefheard. El relato de Beda de la elección de Berhtwald como arzobispo de Canterbury en julio de 692 menciona que Swaefheard y Wihtred eran los reyes de Kent, pero no se vuelve a nombrar a Swaefheard tras esta fecha. Al parecer, en 694 Wihtred gobernaba Kent en solitario, aunque también podría ser que su hijo Ethelberto fuera rey auxiliar en la parte occidental durante el reinado de su padre.
Se cree que Wihtred tuvo tres esposas. La primera se llamaba Cynegyth, pero unos fueros de 696 nombran a una tal Aethelburh como consorte real y parte donante; la esposa anterior podría haber muerto o haber sido repudiada tras un breve periodo. Cerca del final de su reinado, una nueva compañera, Waeeburh, asistió junto a Wihtred a las sesiones del sínodo de Baccanceld sobre el año 716.
En 694 Wihtred alcanzó la paz con Ine de Wessex. El predecesor de Ine, Cædwalla, había invadido Kent e instalado a su hermano Mul en el trono, pero como consecuencia de esto, los habitantes de Kent se habían rebelado y quemado a Mul. Wihtred accedió a compensar a Wessex por el asesinato de Mul, pero se desconoce la cantidad pagada a Ine. La mayoría de los manuscritos de la Crónica anglosajona registran «treinta mil», y algunos especifican que se trataba de libras. Si las libras eran equivalentes a las sceattas, esta cantidad sería el equivalente al wergeld de un rey, es decir, la valoración legal de la vida de un hombre de acuerdo con su rango. Al parecer, como parte del acuerdo Wihtred también cedió algún territorio fronterizo a Ine.

## Leyes

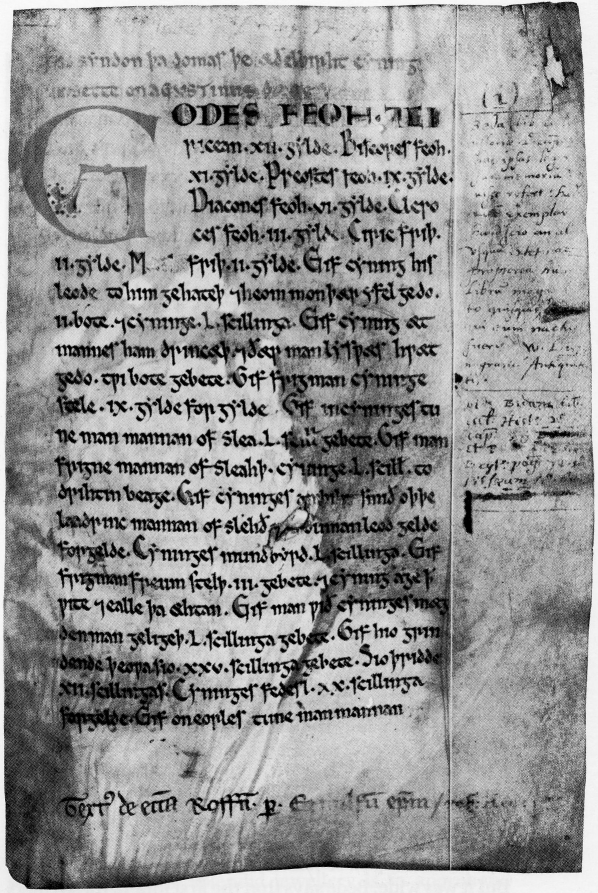
Primera página del manuscrito del conocido como Textus Roffensis, que contiene la copia más antigua que ha sobrevivido del código de leyes de Wihtred.

El primer código de leyes anglosajonas que se conserva es el de Ethelberto de Kent, cuyo reinado terminó en 616, y que podría datar del año 602 o 603. En los años 670 o 680 se promulgó otro código por parte de Hlothhere y Eadric de Kent. Los siguientes reyes en publicar una colección de leyes fueron Ine de Wessex y Wihtred de Kent.
No se conocen las fechas de emisión de las leyes de Wihtred e Ine, pero hay razón para creer que las leyes de Wihtred fueron promulgadas el 6 de septiembre de 695, mientras que las leyes de Ine fueron escritas en 694 o poco antes. Recientemente, Ine había llegado a un acuerdo de paz con Wihtred en compensación por la muerte de Mul y hay indicaciones de que ambos gobernantes colaboraron en cierta forma en la producción de sus leyes. Además de la coincidencia temporal, hay una cláusula que aparece casi idéntica en ambos códigos. Otro signo de colaboración es que las leyes de Wihtred usan el término gesith, un término de Wessex para referirse a un noble, en lugar del término usado en Kent de eorlcund. Es posible que Ine y Wihtred promulgaran las leyes como un acto de prestigio, para restablecer su autoridad después de periodos de disturbios en ambos reinos.
Las leyes de Wihtred fueron emitidas en «Berghamstyde» —no se sabe con certeza donde se encontraba, pero el lugar que cuenta con más probabilidades de ser es Bearsted, cerca de Maidstone—. Las leyes concernían sobre todo a asuntos religiosos; solo los últimos cuatro de los veintiocho capítulos no se ocupan de asuntos eclesiásticos. La primera cláusula del código otorga a la Iglesia libertad para establecer impuestos. Las cláusulas posteriores especifican penas para matrimonios irregulares, ritos paganos, por trabajar el shabat y romper el ayuno entre otras cosas; también definen como los miembros de cada clase de la sociedad —como el rey, los obispos, los sacerdotes, ceorls y esnes— podían probar su inocencia bajo juramento. Además de centrarse en las leyes, la introducción deja clara la importancia de la Iglesia en el proceso legislativo. Bertwald, el arzobispo de Canterbury, estuvo presente en la asamblea que elaboró los decretos, así como Gefmund, el obispo de Rochester, y «toda orden de la Iglesia de esta nación habló en unanimidad con la gente leal».
Los privilegios otorgados a la Iglesia eran notables: además de la libertad para poner impuestos, el juramento de un obispo era «incontrovertible», situándolo al mismo nivel que el de un rey, y la Iglesia recibió el mismo nivel de compensación que el rey por actos de violencia cometidos contra subordinados. Esto ha llevado a un historiador a decir del poder de la Iglesia, menos de un siglo después de que los misioneros enviados por Roma llegaran a Kent, que todo estaba coordinado en Kent con el mismo rey, y también ha sido descrito presuponiendo un espantoso grado de poder real. Sin embargo, la presencia de cláusulas que proporcionaban penas para cualquiera de los súbditos de Wihtred que «hiciera sacrificios a los demonios» deja claro que aunque el cristianismo era la religión dominante, las viejas creencias paganas no habían desaparecido por completo.
La cláusula 21 del código especifica que un ceorl debía encontrar tres hombres de su propia clase para que avalaran su juramento. Estos hombres que avalaban el juramente de otro debían jurar en favor de un hombre acusado para probar la inocencia del mismo en el crimen del que se le acusaba. Las leyes en el caso del código de Ine eran más severas y se requería que todo acusado debía encontrar una persona de alto rango para que avalara su inocencia, sin importar la clase social del acusado. Las dos leyes implicaban un significativo estado inicial en el que el pariente de un hombre era responsable legal de él.

## Muerte y sucesión
Tras la muerte de Wihtred, el reino de Kent pasó a sus hijos Ethelberto, Eadberht y Aelfric. La cronología de los reinados que siguieron al de Wihtred no es clara, aunque hay evidencia tanto de un Aethelbert y un Eadberht en los años siguientes. Tras la muerte de Wihtred y la partida de Ine de Wessex a Roma al año siguiente, Ethelbaldo de Mercia se convirtió en el poder dominante en el sur de Inglaterra.
| Predecesor: Oswine y Swaefheard | Rey de Kent c. 690-725 | Sucesor: Ethelberto II, Eadberto y Alric |